# Савораи
Савораите (на арамейски: סָבוֹרָאִים, Савораим; ед. число – савора; в превод на иврит: разсъждаващ/и, възвестяващ/и) или Сабораите/Събореите са вавилонски учени, които окончателно редактирали съобразно масората – Талмудата. Освен окончателната систематизация на Вавилонския талмуд, събореите (съборяните) добавили някои пояснения в текста, както и една уредба на семейното право в юдаизма.
Саворянин в равинската традиция означава учен човек, който изразява лично мнение.